# Venomius tomhardyi
Venomius tomhardyi — вид аранеоморфних павуків родини павуків-колопрядів (Araneidae). Рід та вид описані у 2023 році.

## Назва
Рід Venomius названо на честь персонажа кіновсесвіту Marvel Венома, створеного Девідом Мішеліні та Тоддом Макфарлейном. Назва роду походить від чорних плям на черевці павука, які нагадували авторам голову Венома. Видова назва tomhardyi вшановує британського актора Тома Гарді, який зіграв роль Едді Брока та його альтер-его Венома у трилогії про Венома.

## Поширення та екологія
Вид поширений в південній частині Австралії від півдня Західної Австралії до Тасманії. Будує кругову вертикальну мережу. Павуки часто ховаються удень у вистелених шовком дуплах на гілках дерев.

## Опис
Соматично екземпляри Venomius схожі на Phonognatha через подібну форму черевця та забарвлення обох родів (подовжені циліндричні з темно-коричневими або чорними мітками на спині на більш блідій ділянці). Однак генітальна морфологія Venomius дуже відрізняється від Phonognatha. Самці не мають генітальних синапоморфій Phonognatha (тобто подовженого провідника, в якому лежить ембол або відсутність серединного апофіза), як і самиць (епігін без шкірки та часткових сперматек). Так само морфологія геніталій дуже відрізняється від морфології Deliochus та Artiphex, інших представників Phonognathinae в Австралії.